# ティモシー・エンディコット・ワース

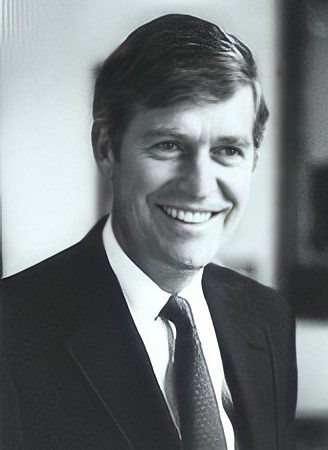
ティモシー・エンディコット・ワース

ティモシー・エンディコット・ワース（Timothy Endicott Wirth、1939年9月22日 - ）は、アメリカ合衆国の政治家。
民主党に所属し、連邦下院議員（1975年-1987年）、連邦上院議員（1987年-1993年）、国務次官（1994年-1997年）を歴任。国務省ではアル・ゴア副大統領とともに地球環境問題や人口問題に取り組み、地球温暖化に関する政府見解を支持した。また京都議定書に対しての賛同を示し、「温室効果ガスの排出量に法的拘束力を持たせる」というアメリカの声明を発表した。

## 生い立ちと家族
フィリップス・エクセター・アカデミーを卒業。1961年にハーバード大学で学士号を取得。1973年にスタンフォード大学で博士号を取得。ハーバード監督委員会の委員も務めた。1961年から1967年まで陸軍予備軍に所属。
彼はウィンスロー財団会長レン・ウィンスローと結婚し、長男クリスと長女ケルシーをもうけた。

## 政治活動

### 初期の経歴
リンドン・ジョンソン政権にて、1967年から1968年までホワイトハウス・フェロー。リチャード・ニクソン政権にて、1969年から1970年まで教育副次官補。

### 連邦下院議員
1974年に連邦下院議員に立候補。コロラド州のデンバー郊外地域とボルダーを含む選挙区において、現職候補ドナルド・ブロツマンを下して勝利。1975年から1987年まで3期12年、連邦下院議員を務めた。
在任1期目の1975年、ワースは議会において「新人の反乱」と呼ばれる集団を組織し、「老牛」と呼ばれる古参議員たちから、委員長職の一部を奪い取った。彼にとって2期目、3期目の再選は困難なものであり、再選を得るために多額の資金調達を行った。ワースはノーマン・ミネタ、レオン・パネッタ、ディック・ゲッパートと盟友の関係を組み、彼らは「ギャング・オブ・フォー」と呼ばれた。彼らは1982年、下院予算委員会において、党の枠組みを超えた考え方での予算編成を試みた。ワースは遠隔通信小委員会にて委員長を務め、音声・映像通信の業界に対して競争をもたらすような活動を主導した。また彼は1978年のインディアン山岳荒野法の起草も行った。

### 連邦上院議員
1986年、ワースは連邦上院議員に立候補。民主党内では現職ゲイリー・ハートが不出馬を決めており、他の立候補者もいなかったため、ワースはそのまま本選挙に突入した。選挙戦では共和党ケン・クレマー候補を僅差で破り、当選を決めた。ワースは1987年から1993年まで1期6年、連邦上院議員を務めた。
ワースは連邦上院において環境問題、特に地球規模の気候変動や人口の安定化に焦点を当てた。1988年、彼は上院エネルギー委員会において気候変動に関する公聴会を開催し、アメリカ航空宇宙局の大気学者ジェイムズ・ハンセンに意見を求めた。ハンセンはこの公聴会において「暑い気象が地球温暖化と関係していることは99%の確率で正しい」と証言した。

### 国務次官
ワースは1992年の大統領選挙において、ビル・クリントン大統領候補とアル・ゴア副大統領候補を支持した。クリントンとゴアが大統領選挙に勝利すると、ワースは地球規模問題担当国務次官に任命された。彼は国務次官を1993年から1997年まで務めた。
彼は難民、人口、環境、科学技術、人権、麻薬の分野で、アメリカの外交政策を主導した。1994年、人口と開発に関するカイロ会議に参加し、アメリカ代表団の団長を務めた。また気候変動枠組条約にかかる会議にて交渉を主導し、京都議定書に対して好意的に取り組んだ。